# Michał Milewski

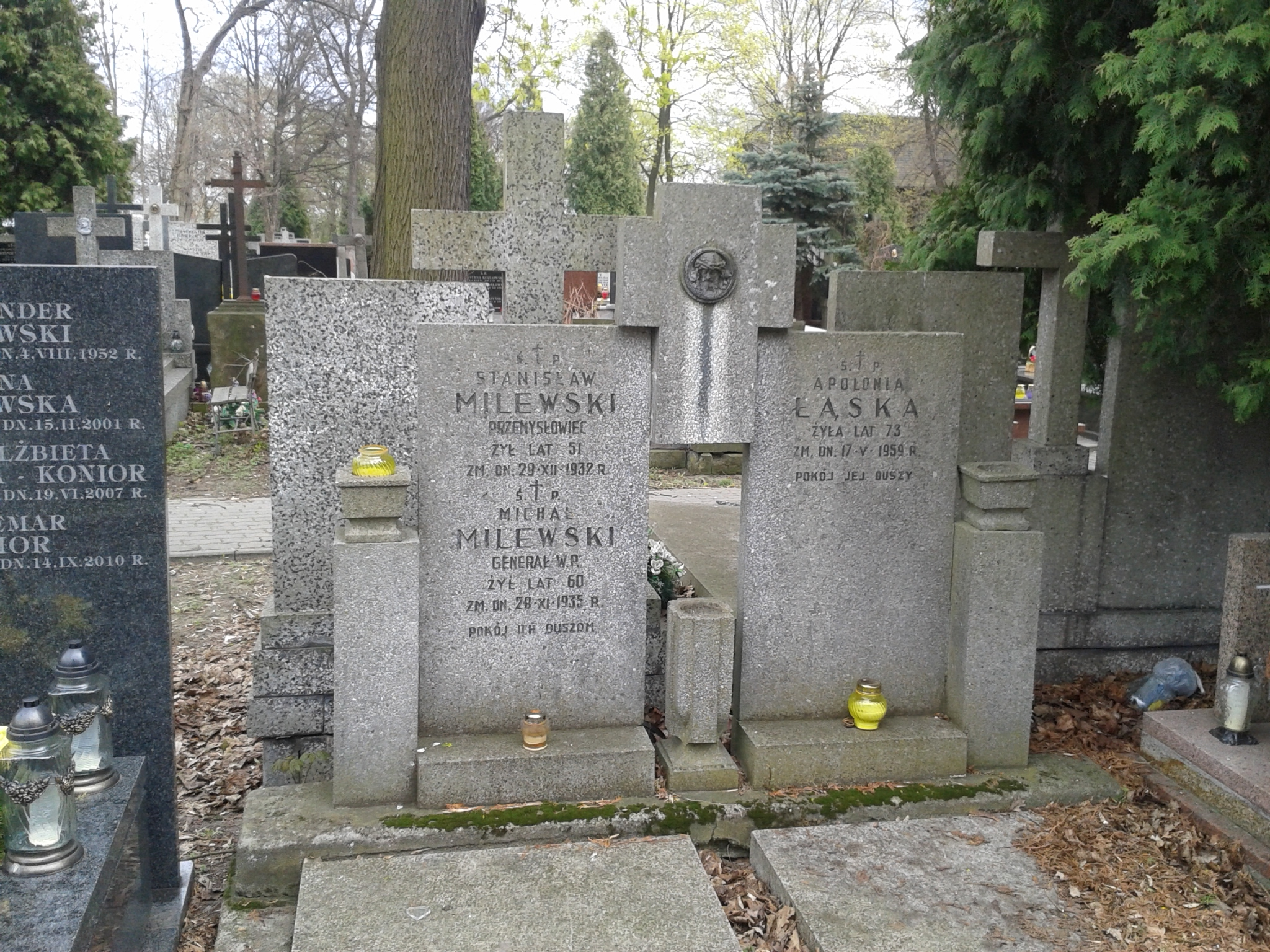
Grób gen. Michała Milewskiego na cmentarzu Bródnowskim

Michał Piotr Milewski (ur. 5 grudnia 1875 w Suwałkach, zm. 28 listopada 1935 w Warszawie) – generał brygady Wojska Polskiego, kawaler Orderu Virtuti Militari.

## Życiorys
Michał Piotr Milewski urodził się 5 grudnia 1875 w Suwałkach, stolicy ówczesnej guberni suwalskiej, w rodzinie Kazimierza i Józefy z Brzozowskich. W czasie I wojny światowej służył jako oficer armii rosyjskiej.
Jako pułkownik armii rosyjskiej reskryptem Rady Regencyjnej z 31 października 1918 roku został przydzielony do podległego jej Wojska Polskiego z zatwierdzeniem posiadanego stopnia.
W powstaniu wielkopolskim był dowódcą frontu zachodniego. 23 maja 1919 roku, na wniosek głównodowodzącego Sił Zbrojnych Polskich w byłym zaborze pruskim, Komisariat Naczelnej Rady Ludowej dekretem nr 55 mianował go pułkownikiem w piechocie ze starszeństwem, które miało być określone później. 11 czerwca 1919 roku został wyznaczony na stanowisko inspektora piechoty 1 Dywizji Strzelców Wielkopolskich. 23 czerwca 1919 roku na wniosek głównodowodzącego, generała piechoty Józefa Dowbor-Muśnickiego, Komisariat Naczelnej Rady Ludowej dekretem nr 169 mianował do generałem podporucznikiem ze starszeństwem, które będzie określone później. 1 sierpnia 1919 roku został wyznaczony na stanowisko dowódcy I Brygady Strzelców Wielkopolskich, która po zjednoczeniu Wojska Wielkopolskiego z armią krajową została przemianowana na XXVII Brygadę Piechoty. Na czele tej brygady walczył na wojnie z bolszewikami. 22 maja 1920 roku Naczelny Wódz dekretem L. 2149 zatwierdził go w stopniu pułkownika z dniem 1 kwietnia 1920 roku, w piechocie, w grupie oficerów byłych Korpusów Wschodnich i byłej armii rosyjskiej. 4 czerwca 1920 roku Minister Spraw Wojskowych, generał porucznik Józef Leśniewski rozkazem L. 1145.V zezwolił mu „korzystać tytularnie ze stopnia generała podporucznika”.
25 września 1921 roku został mianowany komendantem Obozu Warownego „Poznań”. Jego zastępcą był pułkownik Wacław Krupowicz, także oficer byłej armii rosyjskiej. 3 maja 1922 roku został zweryfikowany w stopniu generała brygady ze starszeństwem z dniem 1 czerwca 1919 roku i 67. lokatą w korpusie generałów. 15 września 1924 roku Minister Spraw Wojskowych, generał dywizji Władysław Sikorski zwolnił go ze stanowiska komendanta Obozu Warownego „Poznań” i pozostawił do swojej dyspozycji.
Później pełnił także m.in. funkcję komendanta Obozu Warownego „Brześć”. Następnie w dyspozycji dowódcy Okręgu Korpusu Nr IX. 14 stycznia 1926 roku Minister Spraw Wojskowych, generał broni Lucjan Żeligowski mianował go komendantem miasta Brześć nad Bugiem.
17 listopada 1926 roku Minister Spraw Wojskowych, marszałek Polski Józef Piłsudski mianował go członkiem Oficerskiego Trybunału Orzekającego. Z dniem 31 maja 1927 roku został przeniesiony w stan spoczynku. Pod koniec życia mieszkał w Kielcach.
Został pochowany na cmentarzu Bródnowskim w Warszawie (kw. 16B, rząd II, grób 14-15).

## Ordery i odznaczenia
- Krzyż Srebrny Orderu Wojskowego Virtuti Militari Nr 1074 (1921)[15][16]
- Krzyż Niepodległości
- Krzyż Walecznych
- Medal Pamiątkowy za Wojnę 1918–1921